# 涅瓦菌目
涅瓦菌目（学名：Nevskiales）为γ-變形菌綱的一个科。此科的模式属为涅瓦河菌属(Nevskia)。

## 下级分类
本科包括以下属：
- Algiphilaceae Gutierrez et al. 2012
- 涅瓦菌科 Nevskiaceae Henrici and Johnson 1935
- 咸水球形菌科 Salinisphaeraceae Naushad et al. 2015
- Steroidobacteraceae Liu et al. 2019